# Jérôme Vladislas Kieniewicz
Jérôme Vladislas Kieniewicz (6 septembre 1834 à Metz - 6 juin 1864 à Kazan) est un ingénieur centralien français. Partisan de l'insurrection polonaise de 1863, il fut exécuté à Kazan, en Russie, en juin 1864.

## Biographie
Fils d'un exilé polonais, venu en France après la guerre polono-russe de 1830, Jérôme Vladislas Kieniewicz naît à Metz en Lorraine, le 6 septembre 1834. Il termine ses études secondaires à Nancy, puis intègre, en 1849, l'École Centrale des Arts et Manufactures à Paris. Kieniewicz obtient son  diplôme d’ingénieur en 1853. 
En 1857, Kieniewicz est engagé par une société des chemins de fer, qui construit, à cette époque, des lignes de chemin de fer en Russie. En 1860, il est nommé « Ingénieur en chef » de la ligne Saratov, ville située à 723 km au sud-est de Moscou. À Saint-Pétersbourg, il entre en relation avec des proches du général polonais Zygmunt Sierakowski, principal militant pour l'indépendance de la Pologne. 
Le 22 janvier 1863, Kieniewicz se rend à Vilnius, où il présente, au comité du « Parti blanc », un plan visant à provoquer un soulèvement révolutionnaire dans les anciennes provinces polonaises de Russie. Il obtient 15 000 roubles à cette fin. Début mai 1863, il se rend à Vilnius, où il est nommé délégué pour représenter la Lituanie au sein du mouvement révolutionnaire polonais. De retour à Paris, il rencontre le prince Władysław Czartoryski à l'Hôtel Lambert, le principal agent diplomatique du Gouvernement national révolutionnaire polonais. Muni d’une lettre d’accréditation du mouvement national polonais, il doit acheter des armes avec 25 000 roubles. 
De retour en Russie, il est arrêté à la frontière polonaise par la police russe le 5 juin, puis transféré à Kazan, où il est accusé par un tribunal militaire, de menées séditieuses contre l’empire tsariste. L'enquête est supervisée personnellement par le Tsar Alexandre II. Reconnu coupable de sédition, Jérôme Kieniewicz est condamné à mort à Kazan, et exécuté le 6 juin 1864. 
L’échec de l’insurrection polonaise de 1863 se soldera par la russification des anciennes provinces polonaises de l'Empire russe et par la suppression de l'autonomie du royaume de Pologne.